# Getty-Bronze

Die Getty Bronze (auch Victorious Youth oder Athlet von Fano genannt) ist eine bedeutende griechische antike Bronzeskulptur, die 1964 in der Adria an einer Stelle namens Scogli di Pedaso gefunden wurde, wo sie sich in den Netzen eines italienischen Fischtrawlers verfangen hatte. Die Statue wurde 1977 von J. Paul Getty, dem bekannten amerikanischen Ölmagnaten und Kunstsammler, von dem Antikenhändler Heinz Herzer (München) erworben und ist heute Teil der Sammlung des J. Paul Getty Museums in Los Angeles, Kalifornien. Die Getty Bronze ist eine der bedeutendsten antiken Skulpturen, die im 20. Jahrhundert entdeckt wurden.

## Beschreibung
Diese Bronzestatue stellt einen jugendlichen Athleten dar, der Victorious Youth oder auch Atleta di Fano genannt wird. Der nackte Jüngling steht mit seinem Gewicht auf seinem rechten Bein und krönt sich mit einem Kranz, wahrscheinlich aus Oliven. Der Olivenkranz war der Preis für den Sieger bei den antiken Olympischen Spielen und wies ihn als siegreichen Athleten aus. Die Augen der Figur waren ursprünglich mit farbigen Steinen oder Glaspaste und die Brustwarzen mit Kupfer eingelegt, wodurch naturalistische Farbkontraste entstanden.
Diese Plastik, die in internationalen Gewässern (etwa 43 Meilen östlich des Monte Conero und etwa 27 Meilen von der kroatischen Küste entfernt) gefunden wurde, ist eine der wenigen erhaltenen lebensgroßen griechischen Bronzestatuen und liefert viele Informationen über die Technologie des antiken Bronzegusses. Sie wurde im Wachsausschmelzverfahren gegossen.
Die ursprüngliche Herkunft der Statue ist unbekannt, aber Olympia oder auch die Heimatstadt des jungen Athleten kommen in Frage. Wahrscheinlich haben die Römer, als die römische Sammelleidenschaft für griechische Kunst ihren Höhepunkt erreichte, die Statue im ersten Jahrhundert v. Chr. oder im ersten Jahrhundert n. Chr. von ihrem damaligen Standort in Griechenland abtransportiert. Das Schiff, auf dem die Statue transportiert wurde, sei gesunken, und die Statue sei über zweitausend Jahre im Meer konserviert worden.
In dem Roman von Hans Pleschinski Bildnis eines Unsichtbaren wird beschrieben, wie Heinz Herzer und Volker Kinnius (Antiken H. Herzer & Co, München) die von Muscheln und Algen überwucherte Bronzeskulptur drei Monate lang durch einen Restaurator von den Verkrustungen befreien und reinigen ließen. Das Getty Museum zahlte 1977 den damaligen Rekordpreis für eine antike Skulptur von fast 4 Millionen US-Dollar. Das Werk wurde damals von der Artemis Fine Arts Ltd, einem Kunsthändler-Konsortium, über Heinz Herzer an das Getty Museum verkauft.
Der Urheber bzw. Bronzegießer der Bronzestatue ist unbekannt. Sie wird aber aus stilistischen Gründen und aufgrund neuerer Forschungen einem Schüler des Lysippos zugeschrieben. Trotz leicht abweichender Interpretationen besteht Einigkeit darüber, dass die Produktion zwischen dem späten vierten Jahrhundert und der Mitte des dritten Jahrhunderts v. Chr. datiert werden kann.
Die Bronzeskulptur misst 151,5 × 70 × 27,9 cm und wiegt rund 64 kg. Sie hat die Getty Museum Inventar-Nummer: 77.AB.30 Heutiger Standort: Getty Villa, Gallery 111, The Hellenistic World, 17985 Pacific Coast Highway, Pacific Palisades, CA 90272

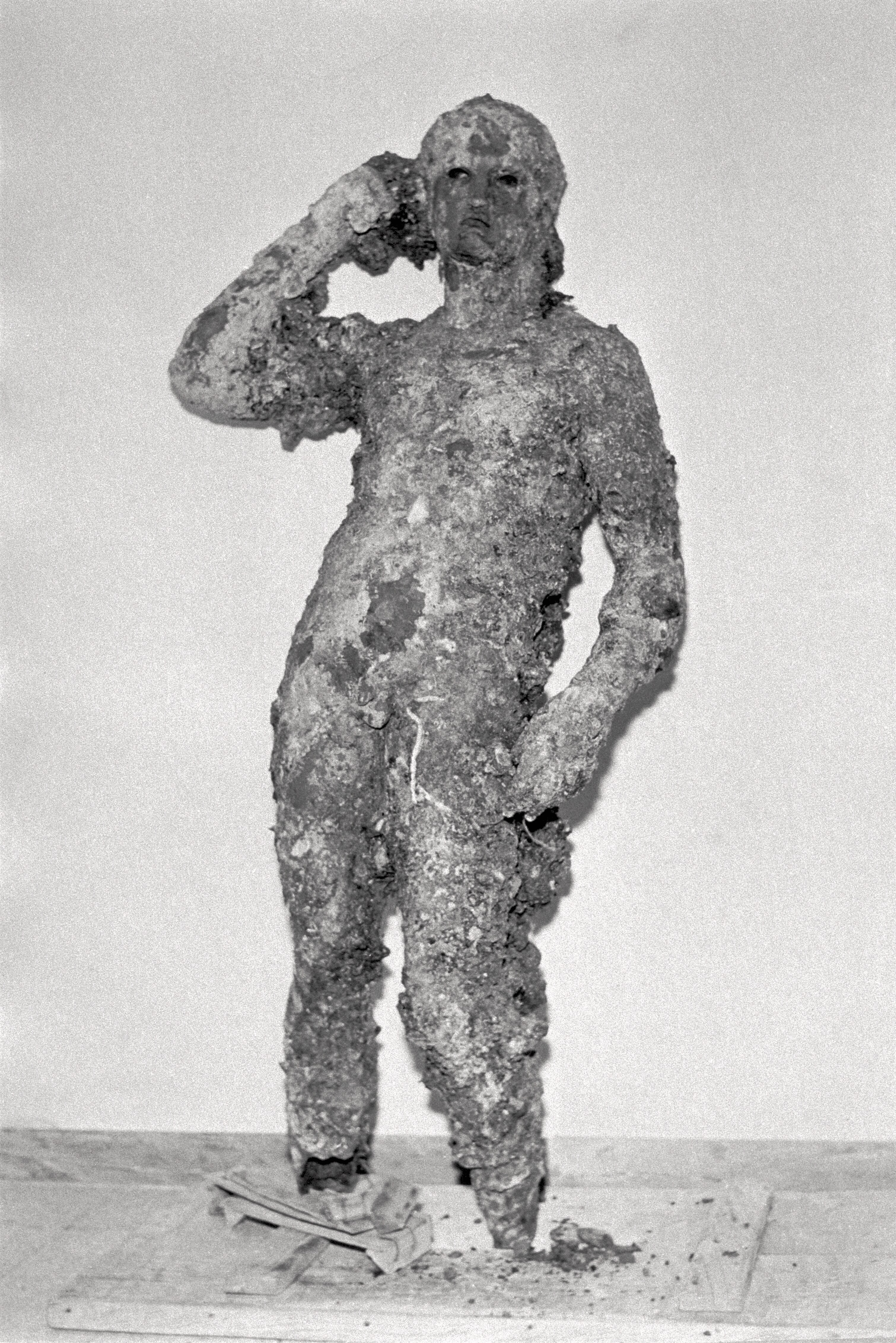
Unrestaurierter Zustand